# 七龍珠Z 超級賽亞人孫悟空
《七龙珠Z 超級賽亞人孙悟空》（日語：ドラゴンボールZ 超サイヤ人だ孫悟空，英语: Dragon Ball Z: Super Saiyan Son Goku），是七龍珠在1991年3月9日上映的第7部劇場版動畫。故事时间在赛亚人事件之后。

## 故事
一個不明星體逼近地球，具有強力的邪惡氣息，一位自稱宇宙大王的外星人史拉格乘隙進而控制地球，甚至以黑霧包圍整個大地，使著地球漸漸失去生機。原來 由於史拉格已是年邁老者，一得知地球有龍珠下落，便立刻派部下來地球搜尋， 更驚人的是從他口中得知：「自他出生以來就對龍珠有著熟悉的記憶。」 悟空等人於史拉格軍團多次戰鬥，仍舊阻止未果， 史拉格終於向龍珠許願，把自己變回年輕力壯的時期，對悟空等人發動殘酷的攻擊。在劣勢中，突然憤怒的悟空從周圍的氣發出金光，爆發壓倒性的力量，迫使原本全身包覆的史拉格把頭套拔掉，露出他真正的全貌。

## 配音員
| 孫悟空     | 野澤雅子          | 李猶龍 |
| 孫悟飯     | 野澤雅子          |        |
| 短笛       | 古川登志夫        |        |
| 史拉古     | 内海賢二 屋良有作 |        |
| 克林       | 田中真弓          |        |
| 亚奇洛贝   | 田中真弓          |        |
| 乌龙       | 龍田直樹          |        |
| 快速龙     | 龍田直樹          |        |
| 安基拉     | 難波圭一          |        |
| 郭涉       | 前田正治          |        |
| 咔基亞     | 飯塚昭三          |        |
| 泽永       | 戸谷公次          |        |
| 多多达波   | 郷里大輔          |        |
| 磊达玛茶   | 堀之紀            |        |
| 龟仙人     | 宫内幸平          |        |
| 布尔玛     | 鹤弘美            |        |
| 琪琪       | 渡边菜生子        |        |
| 布里夫博士 | 八奈見乘兒        |        |
| 兵士A      | 里内信夫          |        |
| 兵士B      | 緑川光            |        |
| 兵士C      | 中尾巖雄          |        |
| 神龍       | 内海賢二          |        |
| 旁白       | 八奈見乘兒        |        |

## 制作人员
- 製作總指揮：今田智憲、小島民雄
- 原作：鳥山明
- 企画：森下孝三、清水賢治、週刊少年Jump
- 製作担当：本武
- 脚本：小山高生
- 音樂：菊池俊輔
- 攝影監督：坂西勝
- 編集：福光伸一
- 錄音：二宮健治
- 美術監督：吉田智子、佐貫利勝
- 角色設計・作画監修：前田實
- 作画監督：中鶴勝祥、佐藤正樹
- 監督：橋本光夫
- 原画：海老沢幸男、山室直儀、石浜真史、北爪宏幸 他
- 口笛奏者：上柴はじめ

## 主題曲
片頭曲「CHA-LA HEAD-CHA-LA」
作詞：森雪之丞、作曲：清岡千穂、編曲：山本健司、歌：影山浩宣
片尾曲
作詞：佐藤大、作曲：清岡千穂、編曲：山本健司、歌：影山浩宣
插入曲
作詞：佐藤大、作曲：池毅、編曲：山本健司、歌：上柴はじめ

## 相關商品
VHS・LD
1991年11月8日發售。
DVD
- DRAGON BALL 劇場版 DVDBOX DRAGON BOX THE MOVIES

2006年4月14日發售。
- DRAGON BALL THE MOVIES #04 ドラゴンボールZ 超サイヤ人だ孫悟空

2008年10月10日發售。
全彩漫畫
| 卷數 | 集英社        | 集英社             | 東立出版社    | 東立出版社         |
| 卷數 | 發售日期      | ISBN               | 發售日期      | ISBN               |
| ---- | ------------- | ------------------ | ------------- | ------------------ |
| 全   | 1994年3月23日 | ISBN 4-8342-1191-6 | 1994年4月20日 | ISBN 957-34-1832-0 |

## 外部連結
- 互联网电影数据库（IMDb）上《七龍珠Z 超級賽亞人孫悟空》的资料（英文）